# Бембель, Олег Андреевич
Олег Андреевич Бембель (16 декабря 1939, Минск, псевдонимы: Знич, А. Знич, в монашестве: монах Иоанн) — белорусский философ, поэт, публицист, диссидент, известный как автор изданной в Лондоне работы «Родное слово и морально-эстетический прогресс» (1985).

## Биография

### Молодые годы
Олег Бембель родился в семье известного скульптора, народного художника БССР Андрея Бембеля. После школы поступил в Белорусский политехнический институт на Энергетический факультет, но не окончил учёбу. Имея диплом Минского музыкального училища (1959—63 гг.), он поступил в Белорусскую государственную консерваторию, которую окончил в 1969 году по классу фортепиано. Преподавал музыку. В 1971 году поступил в аспирантуру Института философии и права АН БССР, из которой ушёл в 1974 году, не защитив диссертацию о народных и интернациональных элементах в литературе, так как работу признали националистической".

### Жизнь в «Период застоя»
С 1979 года начал публикацию собственных литературных произведений в печатных органах, таких, как газеты «Літаратура і мастацтва» и «Голас Радзімы», журналы «Полымя», «Беларусь», «Маладосць», «Крыніца». Личность Олега Бембеля как философа-публициста и поэта сложилась на рубеже 70—80-х годов. Работал на Белорусском телевидении в 1983—84 годах, был одним из авторов исторически познавательного телесценария «Архитектурное наследие Беларуси». С 1984 по 1986 год работал в Академии наук БССР.
В 1979—81 годах осуществлял работу над своей книгой «Родное слово и морально-эстетический прогресс». Она была посвящена языковой ситуации в БССР и реальному положению белорусского языка в СССР. Так же автор отразил мнения самих белорусов о проблемах своего родного языка. Во время написания он проводил широкое анкетирование по этому вопросу, что тогда было запретной темой для советских социологов. Данные анкетирования были изложены в книге. В теоретической части своего труда Олег Бембель утверждал, основываясь на принципах экологии культуры, что в условиях усиления моральной и эстетической пауперизации (массового обнищания) человека, его родной язык, как наиболее универсальное и цельное выражение этоса и эстетики народа, может и должен стать могучим средством возрождения и сохранения духовности человека. Также в сочинении подвергалась резкой критике советская языковая политика, и отрицательно оценивалась работа деятелей культуры, ответственных за охрану белорусского языка. Сначала автор собирался издать книгу официально, но когда стало известно, что это невозможно, работу начали распространять в машинописном варианте. С помощью Алексея Кавки и белорусского историка Юрия Туронка, живущего в Польше, удалось передать машинописный текст в Лондон, где в 1985 году он был издан Обществом белорусов Великобритании.

### Репрессии
Издание книги в Лондоне вызвало широкий общественный резонанс и отразилось на общественной жизни писателя. Начались репрессии, преследование со стороны органов безопасности страны. В 1986 году последовало исключение из партии и увольнение из Института философии и права. Отдел, где работал Олег Бембель, был полностью расформирован. В научных и культурных учреждениях были организованы собрания для «осуждения» его деятельности. Так Олег Бембель стал диссидентом. Всё это тяжело отразилось на его здоровье.
В конце 1980-х ― начале 1990-х годов Олег Бембель стал активным участником белорусского национального движения. Под псевдонимом «Знич» (Свеча) он публиковал свои стихи в самиздате, начал сотрудничество с белорусской национальной независимой прессой, издавался в США и Польше, в 1989 году печатался в журнале «Православная мысль». Как литературное приложение к этому журналу, в Беларуси впервые был издан сборник стихов Олега Бембеля «Молитвы за Беларусь». Христианская идея милосердия, мера явлений, событий из жизни, поступков и исканий людей в системе вечных ценностей и с точки зрения высшей справедливости, размышления над судьбами Беларуси и её народа, поиск духовных ориентиров, извечное стремление личности к духовному и моральному совершенству — таковы темы, которые волновали Олега Бембеля как философа и которые получили развитие в его поэтическом творчестве. Также он известен как переводчик на белорусский язык произведений русских и латышских поэтов. В 1989 году стал членом Союза Писателей БССР.

### Жизнь после распада СССР
После распада СССР в 1991 году Олег Бембель стал работать в Национальном научно-исследовательском центре имени Франциска Скорины.
В середине 90-х он поехал в Жировичи. Посещение монастырского комплекса привело его к мысли принять постриг. В 1996 году он стал послушником Свято-Успенского Жировичского монастыря. При монастыре он занимается выпуском религиозно-культурного журнала «Жировичский листок», где печатает свои стихи. В 2012 году Слонимская типография напечатала новый сборник произведений Олега Бембеля «Огниво». В книгу вошли публикации разных лет, проливающие свет на духовное становление и творческий путь автора. Она имеет объём 512 страниц и 7 цветных иллюстраций, на которых изображены обложки 7 книг автора, вышедших в разные годы. В качестве героев книги выступают известные белорусские деятели культуры, такие, как Владимир Короткевич, Владимир Конон, Олег Лойко, также автор повествует о своих встречах и сотрудничестве с другими представителями белорусской культуры и искусства, об их понимании и восприятии поднятых в книге проблем.

 В тексте много нерасшифрованных имён. Называется возраст человека, его национальность, род занятий. Там есть живая человеческая мысль. Это что-то вроде социологического опроса. За респондентами, которые не называются, стоят известные люди. Это такой срез человеческой мысли, восприятия, осмысления проблем и событий. Размышления о том, как мы воспринимаем миссию нашей страны-христианки, которая находится в сердце христианской Европы, как мы сохраняем и передаём новым поколениям высочайший дар Божий каждому племени — национальный язык, какое место мы уделяем ему в своём сердце. В Беларуси на протяжении 7 веков церковно-славянский язык выполнял роль и языка богослужебного, и государственного, и литературного языка. Это одна из величайших составляющих нашего национального богатства. Вторая составляющая — это современный белорусский литературный язык. И то, что наш народ свободно владеет русским языком, — это тоже часть национального достояния. /Олег Бембель/.